# 1377
1377 (MCCCLXXVII) je bilo navadno leto, ki se je po julijanskem koledarju začelo na četrtek.

## Dogodki
- sedež papeža se iz Avignona preseli nazaj v Vatikan.

## Rojstva
- 15. februar - Ladislav Neapeljski, kralj Neaplja in neuspešen kandidat za kralja Ogrske in Hrvaške († 1414)
- 20. avgust - Šahruh Mirza, vladar Transoksanije in Perzije († 1447)
- 19. september - Albreht IV. Habsburški, vojvoda Avstrije († 1404)

Neznan datum
- Stefan Lazarević, srbski despot († 1427)
- Đurađ Branković, srbski despot  († 1456)
- Sulejman Čelebi, osmanski emir Rumelije († 1411)

## Smrti
- 27. januar - Friderik III. (IV.)[1], sicilski kralj, atenski vojvoda (* 1341)
- 13. april - Guillaume de Machaut, francoski pesnik in skladatelj (* 1300)
- 21. junij - Edvard III., angleški kralj (* 1312)

Neznan datum
- Algirdas, litvanski veliki knez (* 1296)
- Bukka, južnoindijski vladar hindujskega cesarstva Vidžajanagara
- Ibn Batuta, berberski popotnik, raziskovalec (* 1304)
- Rikarda Schwerinska, nemška plemkinja, švedska kraljica (* 1347)
- Vladislav I., vlaški knez (* 1325)